# New Burlesque

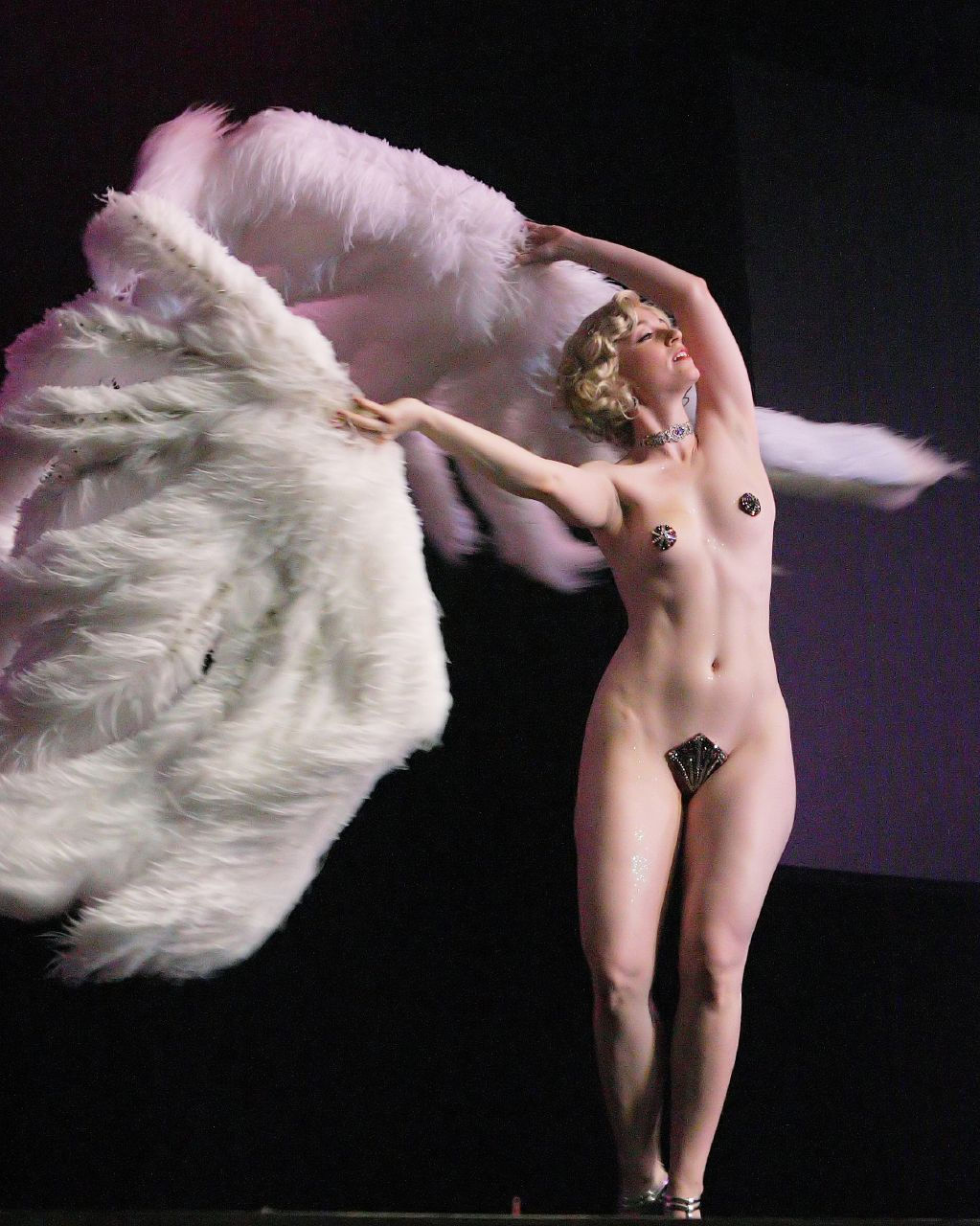
Fächertanz der New Burlesque-Künstlerin Michelle L’Amour (2007)

Die New Burlesque (auch Neo-Burlesque) ist eine eigenständige Form des erotischen Tanzes, bei dem die Darstellenden in humorvoll-fantasievoller Weise auftreten. Sie dient primär der nicht-erotischen Unterhaltung und weniger der erotischen Animation.

## Entstehung
Die New Burlesque ist eine Wiederbelebung der in den USA in den 1930er-Jahren weit verbreiteten Theaterform Burlesque. (Der Begriff Burleske ist dem italienischen Theater des 16. Jahrhunderts entlehnt und steht für eine überzogene und karikaturistische Darstellung der Realität.) Die New Burlesque dient primär der Unterhaltung und dem Amüsement, weniger der erotischen Animation, und hat nicht den Anspruch, moralische oder ethische Werte zu vermitteln.
Ihre Renaissance erlebte die Burlesque erst wieder in den 1990er-Jahren als Neo-Burlesque oder New Burlesque in New York durch Ami Goodhearts Revue „Dutch Weismanns’ Follies“ und in Los Angeles durch Michelle Carrs Truppe „The Velvet Hammer Burlesque“. Diese Produktionen, die sich an den Darbietungen großer Burlesquetänzerinnen wie Mae West, Bettie Page, Gypsy Rose Lee, Dixie Evans oder Lili St. Cyr orientierten, haben ihrerseits eine neue Generation von Tänzerinnen zu neuen Shows und einem neuen Umgang mit der Tradition der Burlesque angeregt.

## Besonderheiten

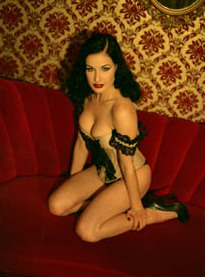
Dita Von Teese, eine bekannte Vertreterin von New Burlesque

Basierend auf den traditionellen Ausdrucksformen der Burlesque erlaubt die New Burlesque eine deutlich erweiterte Palette an Stilrichtungen. Vom klassischen Striptease bis hin zu modernem Tanz, von kleinen Theaterstücken bis hin zu Comedyeinlagen ist erlaubt, was gefällt, wobei der Fokus wie in der klassischen Burlesque eher auf neckisch-humorigen Reizen (tease) als auf dem Ausziehen (strip) liegt. Trotz der Entwicklung einer ganzen Reihe eigenständiger Ausdrucksformen bleibt es bei dem Grundgedanken, die Besonderheit der traditionellen Erscheinungsformen der Burlesque, nämlich den schrägen Humor, durch Verwendung von ausgefallenen Kostümen und humorige Striptease- oder Kabaretteinlagen zu betonen.
Die im Rahmen der New Burlesque auftretende Tänzerin hat mit einer konventionellen Stripperin nur wenig gemein. Die Burlesquetänzerinnen erschaffen sich, wie bei der ursprünglichen Burlesque üblich, durch Verwendung von Künstlernamen, Kostümen, Emblemen, ausgesuchten Accessoires, einer ausgereiften Bühnendarstellung eine eigene und unverwechselbare künstliche Identität. Häufig liegt ein anderes als das gemeinhin übliche Schönheitsideal dem Rollenbild zugrunde und die Künstlerinnen betrachten sich selbst auch mit einer gewissen Ironie. Das Spiel mit der zugrunde liegenden Inspiration, das Kokettieren mit Erotik (z. B. mit Pin-up-Posen und Fetischen) und das Akzeptieren von unperfekten Körpern ist typisch für die New Burlesque, weswegen sie auch als „die kultivierte Stiefschwester des Striptease“ gilt.

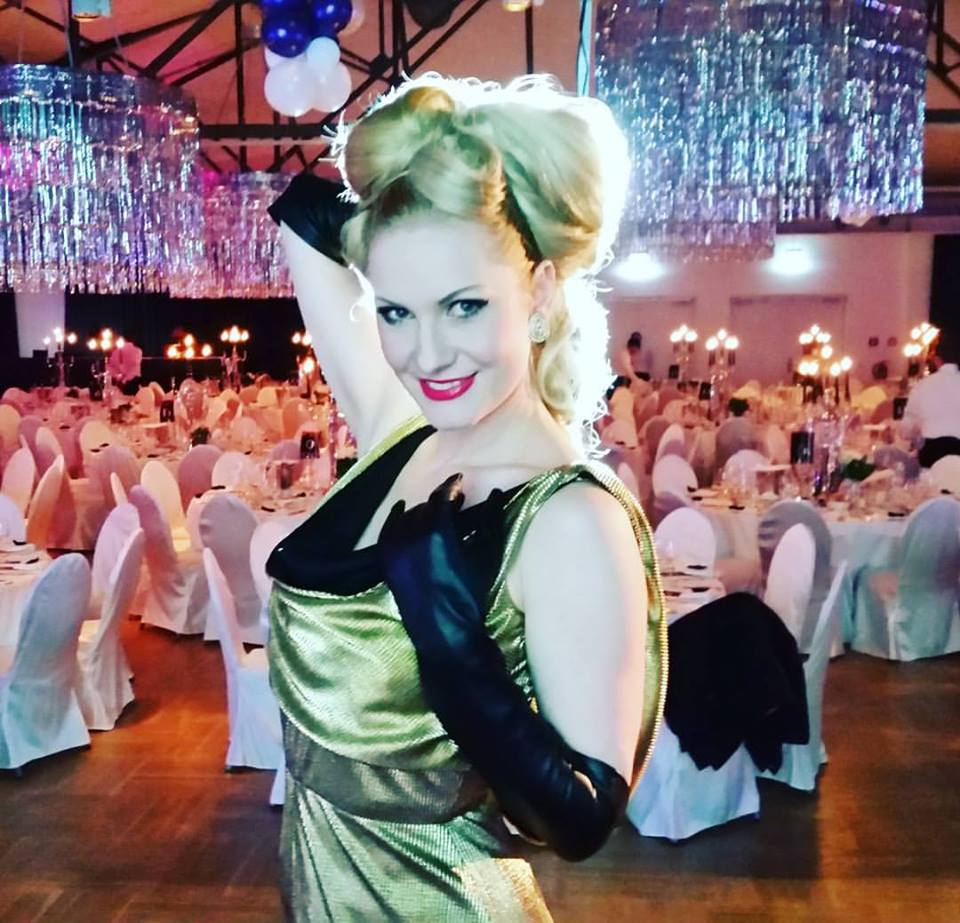
Marlene von Steenvag in Berlin

Charakteristisch für die tänzerischen Aufführungen der New Burlesque ist, dass nicht nur Tänzerinnen mit einheitlichen Traum-Maßen auftreten, sondern auch vollschlankere Frauen. Sie tragen glitzernde, oft pompöse Bühnen-Outfits, ihre Münder sind meist übertrieben grell geschminkt, ihre Haut etwas zu weiß und ihre lockige Haarpracht etwas zu blond. Die Tänze sind weniger perfekt einstudiert als beim üblichen Striptease und nehmen sich auch selbst nicht so ernst. Die auftretenden Frauen erfinden ihre Rollen und Kostüme oft selbst. Besondere Show-Einlagen werden geboten, die bis hin zu Feuerschluckerauftritten gehen. Oder es stehen vollbusige Frauen auf der Bühne, die sich ein großes Trinkglas zwischen die Brüste klemmen, aus dem sie dann trinken, ohne die Hände zu Hilfe zu nehmen. Auch ist es bei der New Burlesque nicht üblich, dass die letzten Hüllen fallen. Vielmehr bleiben die Brustwarzen bedeckt, und die Höschen oder String-Tangas werden nicht ausgezogen. Die Shows sind weniger auf ein männliches Publikum hin ausgerichtet und weniger kommerzialisiert, finden also eher in kleineren Veranstaltungsräumen und auf Provinzbühnen statt als in teuren Strip-Lokalen und Nightclubs. Das Publikum beschränkt sich nicht mehr primär auf Männer, sondern spricht bewusst verschiedene gesellschaftliche Gruppen mit unterschiedlicher sexueller Orientierung an, Frauen genauso wie Männer, Homosexuelle und Paare.
Es gibt weltweit unzählige Veranstaltungen und jährlich stattfindende Treffen von Künstlerinnen der New Burlesque. Letztere werden üblicherweise von den Darstellerinnen selbst organisiert.

## Guerilla Burlesque

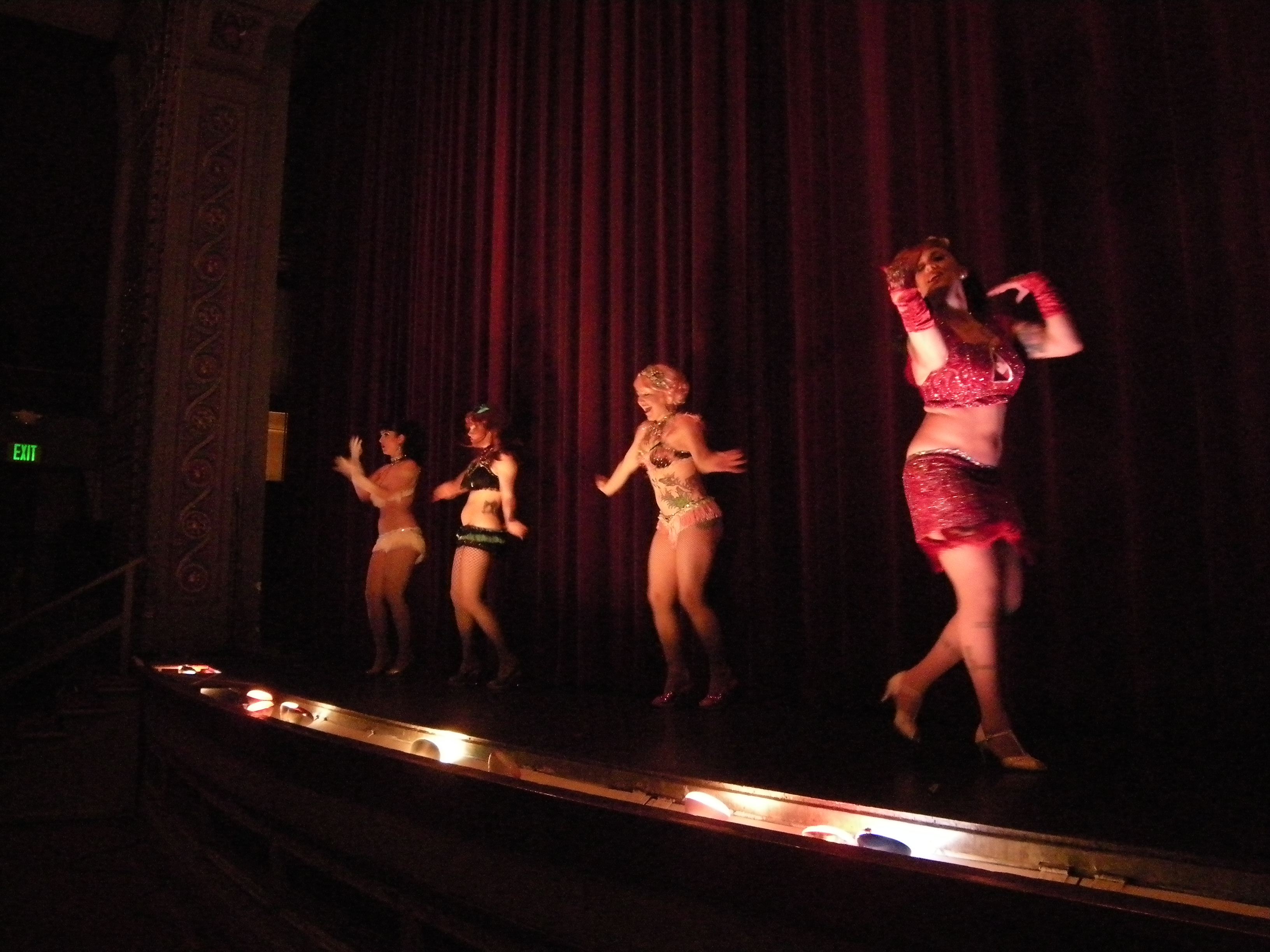
New Burlesque-Show im Egyptian Theater, Seattle (2008)

Aus der New Burlesque hat sich 2005 in San Francisco eine aggressivere Form, die Guerilla Burlesque entwickelt. Kern dieser Variante ist es, auf Veranstaltungen oder im öffentlichen Raum uneingeladen bzw. ungebeten die zugrunde liegenden Elemente der New Burlesque im Rahmen einer spontanen Show einem unwissenden Publikum zu präsentieren.

## Abgrenzung zum Striptease
Die Abgrenzung zwischen den verwandten erotischen Tanzarten Striptease und New Burlesque wird landläufig vor allem durch den Grad des Ausziehens bestimmt. Eine Burlesquetänzerin entkleidet sich üblicherweise nicht komplett während einer Show. Die eigentliche Unterscheidung erfolgt jedoch durch die Ausrichtung und die Zielsetzung der Vorführung. Während die Burlesque eher amüsieren, unterhalten und nur bedingt sexuell animieren will, zielt der Striptease sehr viel deutlicher auf eine sexuelle Stimulation und bindet weitaus weniger Elemente des Kabaretts oder Varietés in die Aufführung ein.